# Scotch bonnet
El Scotch bonnet (nombre comercial, literalmente Gorro escocés), también conocido como chile Panamá o chile panameño (en Centroamérica), es una variedad de chile o ají llamado así por su parecido con una boina escocesa, llamada en inglés tam o' shanter. Los nativos yoruba de Nigeria lo llaman rodo ata, y los nativos de Acra, Ghana lo llaman kpakpo shitto.  Se encuentra cultivado principalmente en las islas del Caribe, así como también en Guyana (donde se llama pimiento de bola de fuego), las Islas Maldivas (donde se llama githeyo mirus), Panamá (donde se llama ají chombo) y África Occidental.
La mayoría de los Scotch bonnet tienen un nivel de picor de entre 100 000 y 350 000 unidades Scoville. A modo de comparación, la mayoría de los chiles jalapeños tienen una potencia de picor de 2500 a 8000 en la escala Scoville. Sin embargo, las variedades completamente dulces de Scotch bonnet se cultivan en algunas de las islas del Caribe, y son llamados pimientos cachucha.

## Historia
Es originaria de América, un cultivar de Capsicum chinense, que se originó en la Cuenca del Amazonas, Centroamérica y Sudamérica.
Los amerindios indígenas de las Antillas, los Taínos y más tarde los Caribes, transportaban pimientos escoceses y otros alimentos básicos como la yuca y la batata en enormes canoas. Ambos subgrupos de Arawak se originaron en el valle del río Orinoco (actual Venezuela). Los taínos de la Península de Yucatán y Belice fueron pioneros en viajar a las Antillas Mayores y llevaron consigo una variedad de chiles. Desde entonces se han convertido en un alimento básico de la cocina caribeña, especialmente de la cocina jamaicana.
En los siglos XV y XVI, los colonizadores españoles y portugueses introdujeron los gorros escoceses en otras regiones. A través del Intercambio colombino, las cinco especies domesticadas de Capsicum fueron introducidas en Europa, África y Asia, donde se desarrollaron más variedades en todo el mundo. Se hicieron tan populares en Asia y África que muchos consumidores desconocen los orígenes mesoamericanos de los chiles.

## Nombres
- Scotch Bonnet, nombre internacional y más comercial. A menudo abreviado como Scotty bons,[9] Bonney o chile boney.
- En Costa Rica y Centroamérica, Chile panameño o Chile de Panamá.
- En Panamá Ají Chombo.
- En República Dominicana se le denomina "Ají Gustoso"
- También, «pimientos rojos Caribe».[10]

## Usos
Estos pimientos se utilizan para dar sabor a muchos platillos diferentes en todo el mundo, y se utilizan a menudo en salsas picantes y condimentos. El Scotch bonnet tiene un sabor más dulce y la forma más robusta, distinta de su pariente el chile habanero, con el que se confunde a menudo, y da a los platos de charqui especiado jamaiquino Jamaican jerk spice (sea hecho con carne de cerdo o con pollo) y otros platos caribeños su sabor único.
El Scotch bonnet se utiliza principalmente en las cocinas y salsas picantes de África Occidental, Antigua, San Cristóbal, Anguila, Dominica, Santa Lucía, San Vicente, Granada, Trinidad y Tobago, Jamaica, Barbados, Guyana, Surinam, Haití y las Islas Caimán,  aunque a menudo aparece también en otras recetas del Caribe. También se utiliza en Costa Rica (donde se llama «chile panameño») y Panamá para las recetas de estilo caribeño como rice and beans, rondón, beef patties (una especie de empanadas de carne, picante, muy especiada), y los «ceviches» al estilo costarricense.
Los frutos frescos del Scotch bonnet cambian de verde a amarillo y hasta un color rojo escarlata.